# Shut Down Volume 2
Shut Down Volume 2 je peti album ameriške glasbene skupine The Beach Boys. Izšel je leta 1964 pri založbi Capitol Records.

## Seznam skladb
1. "Fun, Fun, Fun" - 2:03
2. "Don't Worry Baby" - 2:47
3. "In the Parkin' Lot" - 2:01
4. ""Cassius" Love vs. "Sonny" Wilson" - 3:30
5. "The Warmth of the Sun" - 2:51
6. "This Car of Mine" - 1:35
7. "Why Do Fools Fall in Love" - 2:07
8. "Pom, Pom Play Girl" - 1:30
9. "Keep an Eye on Summer" - 2:21
10. "Shut Down, Part II" - 2:07
11. "Louie, Louie" - 2:17
12. "Denny's Drums" - 1:56
13. "Fun, Fun, Fun" (Single Version) - 2:21
14. "In My Room" (German Version) - 2:20
15. "I Do" -3:06